# Nunca la olvidaré
Nunca la olvidaré, (título original; I remember mama), también conocida como Recordando a mamá, es una película de drama estadounidense de 1948, dirigida por George Stevens y protagonizada por Irene Dunne junto a Barbara Bel Geddes, Oscar Homolka y Philip Dorn. La banda sonora fue compuesta por Roy Webb.
Basada en la obra teatral de John Van Druten, que a su vez se inspiró en las memorias autobiográficas de Kathryn Forbes. Precisamente, Marlon Brando protagonizó con éxito esta obra sobre los escenarios de Broadway, antes de dar el salto a la gran pantalla.
El filme pone el broche de oro a la tendencia -muy habitual en la década de los cuarenta- de realizar películas sobre sagas familiares.

## Sinopsis
Cuenta la historia de la familia Hansen, inmigrantes noruegos que empiezan una nueva vida en San Francisco, a principios del siglo XX. Todo el peso de la familia se concentra en la madre, Mama Hansen, que controla siempre los ahorros que tiene cuidadosamente depositados en un banco. A lo largo de los años, el clan pasa por alegrías y desgracias en igual medida, pero la cercanía y el cariño de los miembros de la familia hace que salgan adelante.

## Reparto
- Irene Dunne como Mamá Marta Hanson
- Barbara Bel Geddes como Katrin Hanson
- Philip Dorn como Papá Lars Hanson
- Oskar Homolka como el Tío Chris Halvorsen
- Edgar Bergen como el Sr. Thorkelson
- Cedric Hardwicke como el Sr. Jonathan Hyde
- Ellen Corby como Tía Trina
- Rudy Vallee como el Dr. Johnson
- Barbara O'Neil como Jessie Brow
- Steve Brown como Nels Hanson
- Peggy McIntyre como Christine Hanson
- June Hedin como Dagmar Hanson

## Estreno
La película se estrenó como atracción de Pascua en el Radio City Music Hall de la ciudad de Nueva York).

## Recepción
En su reseña en The New York Times , Bosley Crowther dijo que la película "debería resultar irresistible" y añadió: "Irene Dunne hace un trabajo hermoso... manejando con igual facilidad un acento y una mirada preocupada, [ella] tiene la fuerza y "La vitalidad y, al mismo tiempo, la suavidad que el papel requiere".